# Cariati
Cariati is een gemeente in de Italiaanse provincie Cosenza (regio Calabrië) en telt 8474 inwoners (31-12-2004). De oppervlakte bedraagt 27,9 km², de bevolkingsdichtheid is 297 inwoners per km².
De volgende frazioni maken deel uit van de gemeente: Tramonti, San Cataldo, Santa Maria.

## Demografie
Cariati telt ongeveer 2901 huishoudens. Het aantal inwoners daalde in de periode 1991-2001 met 10,1% volgens cijfers uit de tienjaarlijkse volkstellingen van ISTAT.
| Jaar | Inwoneraantal |
| ---- | ------------- |
| 1991 | 9221          |
| 2001 | 8289          |

## Geografie
De gemeente ligt op ongeveer 50 m boven zeeniveau.
Cariati grenst aan de volgende gemeenten: Crucoli (KR), Scala Coeli, Terravecchia.